# Mosesia chordeilesia
Mosesia chordeilesia är en plattmaskart. Mosesia chordeilesia ingår i släktet Mosesia och familjen Lecithodendriidae. Inga underarter finns listade i Catalogue of Life.